# Didrepanephorus yunnanus
Didrepanephorus yunnanus är en skalbaggsart som beskrevs av Ohaus 1911. Didrepanephorus yunnanus ingår i släktet Didrepanephorus och familjen Rutelidae.

## Underarter
Arten delas in i följande underarter:
- D. y. piaoacensis
- D. y. clermonti
- D. y. kachinensis
- D. y. wakaharai